# 6731 Hiei
6731 Hiei (1992 BK) là một tiểu hành tinh vành đai chính được phát hiện ngày 24 tháng 1 năm 1992 bởi Yoshio Kushida và Osamu Muramatsu ở đài thiên văn Nam Yatsugatake.